# BCE Place

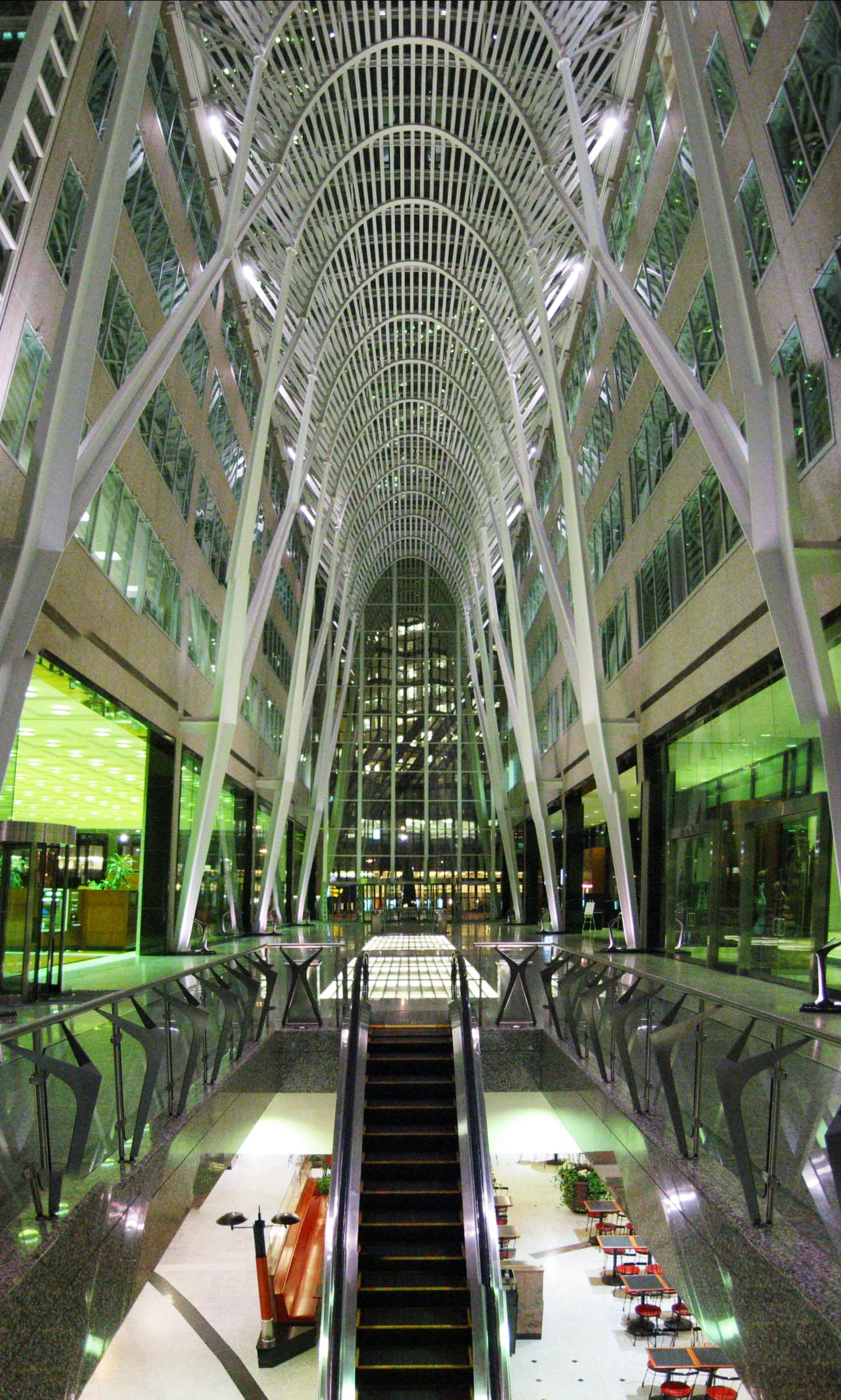
Wnętrze budynku

BCE Place – jeden z kompleksów biurowych Financial District w Toronto (Ontario, Kanada), położony przy 40 Yonge St.
Budynek kryje olbrzymią galerię, a w jej wnętrzu znajduje się cały historyczny budynek - Commercial Bank of the Midland District z 1845, który jest najstarszym kamiennym budynkiem miasta. Architekt Santiago Calatrava pozostawił także część budynków z epoki wiktoriańskiej, które służą jako sale restauracji Mövenpick. Potrawy kuchni z wielu stron świata można zamawiać w pomieszczeniach urządzonych w stylu danego regionu.
W przyległym neoklasycznym budynku Bank of Montreal z 1885, mieści się dziś Hockey Hall of Fame. Jest to największe muzeum hokeja na świecie. Zobaczyć można m.in. najważniejsze trofeum tego sportu - pierwszy, oryginalny i olbrzymi puchar Stanley Cup, który został ufundowany przez pierwszego Gubernatora generalnego Kanady, lorda Charlesa Stanleya w 1893.
Budynek jest połączony systemem PATH z innymi biurowcami Financial District.